# KZ1 (karting)

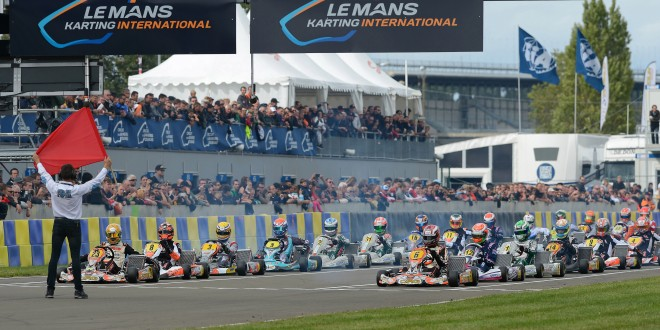
KZ PREGRID KSP 6 7810, CIK-FIA KZ World Karting Championship 2015 - Le Mans, Frankrike.

KZ1 est la catégorie de course de karting la plus rapide. Elle utilise des moteurs deux temps refroidis par eau de 125 cm3 développant environ 46 à 50 ch (34 à 37 kW), équipés d'une boîte de vitesses à six rapports. La KZ1 est le plus rapide des catégories de course de karting KZ, et les règlements techniques sont similaires à la catégorie KZ2, sauf que la KZ1 permet à la boîte de vitesses d'être manuelle ou électromécanique ainsi que l'utilisation de pneus souples. Les moteurs et le châssis doivent être approuvés par la commission de régie des courses CIK-FIA. La catégorie KZ1 est ouvert aux meilleurs pilotes âgés de 15 ans et plus. Le poids minimum des karts est de 170 kg (370 lb) avec le pilote. Ils peuvent accélérer de 0 à 100 km/h en 3,5 secondes et peuvent atteindre une vitesse maximale de 180 km/h.
Cette catégorie s'appelait auparavant Formule C. Elle a été abandonnée au profit du Super ICC (Super Intercontinental C) et rebaptisée KZ1 par la CIK-FIA en janvier 2007.
Il existe un Championnat d'Europe KZ1 et une Coupe du Monde, tous deux organisés sous l’égide de la CIK-FIA.

## Champions du monde
| Année     | Champion du Monde              | Chassis / Moteur / Pneus            | Catégorie                      |
| --------- | ------------------------------ | ----------------------------------- | ------------------------------ |
| 1983      | Gianni Mazzola                 | Birel / Balen / Dunlop              | Formule C                      |
| 1984      | Gabriele Tarquini              | Kalì / Balen / Dunlop               | Formule C                      |
| 1985      | Piermario Cantoni              | Kalì / Balen / Dunlop               | Formule C                      |
| 1986      | Fabrizio Giovanardi            | Tony Kart / Pavesi / Bridgestone    | Formule C                      |
| 1987      | Alessandro Piccini             | DAP / Pavesi / Vega                 | Formule C                      |
| 1988      | Peter Rydell                   | All Kart / Pavesi / Dunlop          | Formule C                      |
| 1989      | Gianluca Giorgi                | Kalì / Kalì / Dunlop                | Formule C                      |
| 1990      | Alessandro Piccini             | Birel / Pavesi / Bridgestone        | Formule C                      |
| 1991      | Alessandro Piccini             | Birel / Pavesi / Dunlop             | Formule C                      |
| 1992      | Danilo Rossi                   | Kalì / Pavesi / Dunlop              | Formule C                      |
| 1993      | Alessandro Piccini             | Kalì / Pavesi / Dunlop              | Formule C                      |
| 1994      | Jarno Trulli                   | Tony Kart / Pavesi / Dunlop         | Formule C                      |
| 1995      | Gianluca Beggio                | Biesse / TM / Vega                  | Formule C                      |
| 1996      | Gianluca Beggio                | Biesse / TM / Bridgestone           | Formule C                      |
| 1997      | Gianluca Beggio                | Birel / TM / Bridgestone            | Formule C                      |
| 1998      | Gianluca Beggio                | Birel / TM / Bridgestone            | Formule C                      |
| 1999      | Francesco Laudato              | Birel / TM / Dunlop                 | Formule C                      |
| 2000      | Gianluca Beggio                | Birel / TM / Bridgestone            | Formule C                      |
| 2001 2002 | les épreuves n’ont pas eu lieu | les épreuves n’ont pas eu lieu      | les épreuves n’ont pas eu lieu |
| 2003*     | Robert Dirks                   | Birel / TM / Vega                   | Super ICC                      |
| 2004*     | Ennio Gandolfi                 | Birel / TM / Vega                   | Super ICC                      |
| 2005*     | Francesco Laudato              | Birel / TM / Vega                   | Super ICC                      |
| 2006*     | Davide Forè                    | Tony Kart / Vortex / Vega           | Super ICC                      |
| 2007*     | Jonathan Thonon                | CRG / Maxter / Dunlop               | KZ1                            |
| 2008*     | Jonathan Thonon                | CRG / Maxter / Dunlop               | KZ1                            |
| 2009*     | Jonathan Thonon                | CRG / Maxter / Dunlop               | KZ1                            |
| 2010*     | Bas Lammers                    | Intrepid / TM / Dunlop              | KZ1                            |
| 2011*     | Jonathan Thonon                | CRG / Maxter / Dunlop               | KZ1                            |
| 2012*     | Bas Lammers                    | Praga / Parilla / Bridgestone       | KZ1                            |
| 2013      | Max Verstappen                 | CRG / TM / Bridgestone              | KZ                             |
| 2014      | Marco Ardigo                   | Tony Kart / Vortex / Bridgestone    | KZ                             |
| 2015      | Jorrit Pex                     | CRG / TM / Bridgestone              | KZ                             |
| 2016      | Paolo de Conto                 | CRG / TM / Vega                     | KZ                             |
| 2017      | Paolo de Conto                 | CRG / TM /Vega                      | KZ                             |
| 2018      | Patrik Hajek                   | Kosmic / Vortex / LeCont            | KZ                             |
| 2019      | Marijn Kremers                 | Birel ART / TM Racing / Bridgestone | KZ                             |
| 2020      | Jérémy Iglesias                | Formula K / TM Racing / Vega        | KZ                             |
| 2021      | Noah Milell                    | Tony Kart / Vortex / MG             | KZ                             |
| 2022      | Viktor Gustafsson              | CRG / TM Racing / LeCont            | KZ                             |
| 2023      | Paolo Ippolito                 | KR / IAME / LeCont                  | KZ                             |

* indique la Coupe du monde, qui a remplacé le championnat du monde de 2000 à 2012.

## Catégories de courses de karting
- KF1, le top niveau du karting
- KF2, antichambre de la série KF1
- KF3, la série pour débuter avant d’accéder aux séries KF2 et KF1
- KZ2, la deuxième catégorie de karting KZ la plus rapide
- Superkart